# أوتانا
أوتانا، (بالإنجليزية: Ottana)‏، (سردينيا: Otzàna) هي بلدية، وأسقفية سابقة في مقاطعة نوورو في إقليم سردينيا الإيطالي، وتقع على بعد حوالي 110 كم (68 ميل) شمال كالياري وحوالي 25 كم (16 ميل) جنوب غرب من نورو.

## السكان
في سنة 1861 بلغ عدد السكان 1٬005 نسمة، وتطور العدد ليصل في سنة 2011 لـ 2٬384 نسمة.
يظهر هذا المخطط البياني تطور النمو السكاني لـ أوتانا